# میکا چونونسی
میکا چونونسی (تایلندی: มิก้า ชูนวลศรี؛ زادهٔ ۲۶ مارس ۱۹۸۹) بازیکن فوتبال اهل تایلند است.
از باشگاه‌هایی که در آن بازی کرده‌است می‌توان به باشگاه فوتبال موانگتونگ یونایتد، باشگاه فوتبال بانکوک یونایتد، اشاره کرد.
وی همچنین در تیم‌های ملی فوتبال تیم ملی فوتبال تایلند و Wales U۱۷ بازی کرده‌است.